# Моняк, Борис
Борис Моняк (латыш. Boriss Monjaks; 11 апреля 1970) — советский и латвийский футболист, защитник. Выступал за сборную Латвии.

## Биография
Воспитанник рижской СДЮСШОР. В советский период провёл два сезона в соревнованиях мастеров в клубе «Звейниекс» (Лиепая) во второй лиге СССР. Также выступал в чемпионате Латвийской ССР среди КФК за молодёжную сборную ЛССР и второй состав «Пардаугавы».
После распада СССР продолжил выступать за «Пардаугаву», стал игроком основного состава клуба в высшей лиге Латвии. Полуфиналист Кубка Латвии 1992 года, в полуфинале против «Даугавы-Компар» (1:2) забил единственный гол своего клуба. В чемпионате страны его команда дважды (1992, 1993) занимала четвёртые места.
В 1994 году перешёл в ведущий клуб Латвии «Сконто», в его составе — чемпион Латвии 1994 и 1995 годов, обладатель Кубка страны 1995 года. Принимал участие в играх еврокубков. Летом 1996 года перешёл в клуб «Балтика» (позднее — «Металлург») из Лиепаи, где провёл полтора сезона.
В конце карьеры несколько лет выступал за клуб «ЛУ/Даугава», позже переименованный в «ПФК/Даугава», однако эта команда не боролась за высокие места.
В сборной Латвии дебютировал 18 ноября 1992 года в товарищеском матче против Польши, заменив на 70-й минуте Сергея Емельянова. Всего в 1992—1996 годах провёл 16 матчей за сборную. Победитель Кубка Балтии 1993 и 1995 годов.